# Trelleborgsee
Der Trelleborgsee ist ein See am westlichen Stadtrand von Neumünster in der Gemeinde Wasbek im deutschen Bundesland Schleswig-Holstein. Er ist ca. 7,5 ha groß und bis zu 10 m tief. Der typische Baggersee ist eine ehemalige Kiesgrube und entstand 1969 im Rahmen des Baus der A7, um den entsprechenden Rohstoffbedarf an Baumaterial zu decken. Südlich des Gewässers befand sich eine Produktionsstätte der Firma Trelleborg, die dem Gewässer seinen Namen gab. Der Schmalenbrooksbek fließt durch den See.